# Hesperapis parva
Hesperapis parva là một loài ong trong họ Melittidae. Loài này được Michener miêu tả khoa học đầu tiên năm 1937.